# 공상적 사회주의

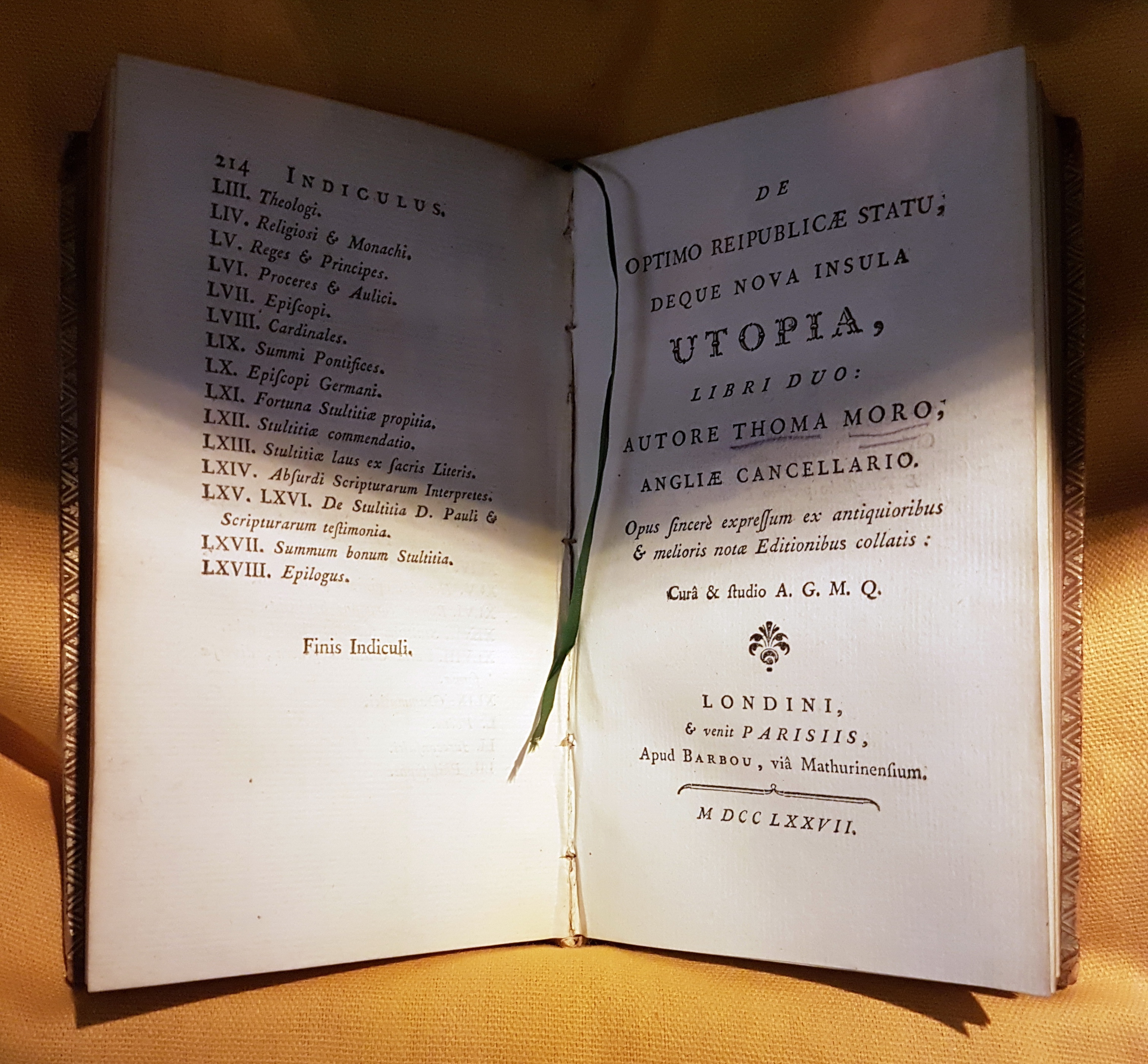

공상적 사회주의 또는 이상적 사회주의(독일어: utopischer Sozialismus, 러시아어: Утопический социализм) 또는 초기 사회주의(독일어: Frühsozialismus)는 카를 마르크스 이전의 사회주의 사상을 가리키는 표현이다. 즉, 마르크스에 의해 논리를 갖춘 사회주의인 마르크스주의(과학적 사회주의)가 등장하기 이전에 존재하던 원류 사회주의를 일컫는다. 공상적 사회주의의 시초는 영국 노동운동가인 로버트 오언과 잉글랜드의 토머스 모어의 사회주의부터 시작되었다고 볼 수 있다.

## 역사

### 특징
공상적 사회주의는 잉글랜드의 정치가였던 토머스 모어의 저서 『유토피아』까지 거슬러 올라갈 수도 있다. 공상적 사회주의자들은 인간을 착취하고 이익을 내기 위한 도구로 여기는 자본주의 사회의 해악에는 민감하여 이를 저지할 열의가 강하나, 현실을 과학적으로 분석한 게 아니라 기독교적인 이상사회를 세우고자 했으므로 관념적이며, 영원한 정의나 성서에서 이론의 근거를 구하려 하기 때문에 그들의 논리는 종교적이기는 해도, 현실성은 없다. 그렇기 때문에 프롤레타리아의 존재와 계급투쟁의 전망을 지니지 않았다. 또한 민중을 구제나 도움을 주어야 할 대상으로 볼 뿐이지 계급투쟁을 통한 역사발전의 뿌리로 여기지 않았다.

### 공상적 사회주의자들

#### 프랑수아노엘 바뵈프
프랑수아노엘 바뵈프(François Emile Babeuf, 1760 ~ 1797)는 19세기 말 귀족의 부정에 통분하여 소작농층의 해방을 위해 토지의 사적 소유를 부정하고, 생산물의 국가 관리에 의한 공산주의를 주창했다.

#### 생시몽
생시몽(Saint Simon, 1760- 1825)은 불로 소득의 계급을 배제하고, 과학과 산업이 지배하는 사회를 종교적으로 통일시킴으로써 이상사회를 실현시킬 것을 구상했다.

#### 샤를 푸리에
또한 푸리에(Franois Marie Charles Fourier, 1772 ~ 1837)는 프랑스 혁명 후의 사회에 통렬한 야유를 퍼붓었다. 푸리에는 팔랑주(협동조합)를 이상 사회의 단위로 해서 생산을 합리화하고, 소비를 절약하는 전형적인 소생산자 사회를 실현시킴으로써 모든 사회 결함이 해결된다고 생각하였다. 푸리에의 팔랑주에서 구성원들은 하나의 건물안에서 살며, 수입을 각자 제공한 노동의 양에 따라 분배하여 안정된 생활을 누렸다. 푸리에는 계급투쟁을 부정하고 사회의 평화적 개조를 믿었다. 밀림의 성자 알베르트 슈바이처가 《물과 원시림사이에서》를 쓸 때에 푸리에의 손자를 만났다고 쓴 것을 보면, 지식인들에게 널리 존중받았던 것 같다.

#### 로버트 오언
영국의 감리교 신자인 로버트 오언(Robert Owen, 1771 ~ 1858)은 인간의 행복은 성격과 환경에 의해 결정된다고 판단, 뉴라나크의 공장에서 협동사업체를 구성하여 이를 실험하고, 기독교 사상에 의한 노동자인권향상에 힘썼다. 그러나 북아메리카에서의 뉴하머니는 완전히 실패했다. 그 뒤 영국으로 귀국하여 협동조합운동과 노동조합운동을 펼쳤으나 이 역시 실패로 끝났다. 하지만 그의 사상은 엥겔스가 기계처럼 정교한 이론이라고 할만큼 훌륭한 이론이고, 그의 협동조합운동과 노동조합운동은 지금도 이어지고 있다.

## 비판
공상적 사회주의자들은 자본주의의 문제점을 인식하고, 사유재산제도의 철폐를 주장하였으며, 사회주의 사회의 도래를 예건하는 등 사회주의적 관점을 제시하였다는 점에서 의의를 지닌다. 그러나 당시 노동계급이 제대로 발달하지 않았고 자본가-노동자간 계급대립이 뚜렷이 대두되지 않은 관계로 노동계급을 단순히 구제의 대상으로 보았을 뿐 혁명의 주체로 인식하지 않았다.(카를 마르크스의 논박)

### 공상적 사회주의는 공상이 아니다
공상적 사회주의는 계몽주의나 합리주의 사상에 근거하였으나, 현실성이 떨어지고 지나치게 이상적이었기 때문에 후대의 사회학자들에게 비판을 받았다고 알려져 있지만, 프리드리히 엥겔스는 공상적 사회주의자인 로버트 오언의 사상을 '기계와 같이 정교하다'라며 존중했다. 현실에서 이루어지지 않을 공상이라고 낮추어 볼 수만은 없는 것이다.

## 같이 보기
- 기독교 사회주의
- 미래주의
- 사회주의의 역사
- 이상 (윤리학)
- 키부츠
- 마르크스주의
- 탈희소성
- 과학적 사회주의
- 사회주의
- 생디칼리슴
- 제로 웨이스트

## 참고 자료
- 이 문서에는 다음커뮤니케이션(현 카카오)에서 GFDL 또는 CC-SA 라이선스로 배포한 글로벌 세계대백과사전의 내용을 기초로 작성된 글이 포함되어 있습니다.